# Ẩn sĩ

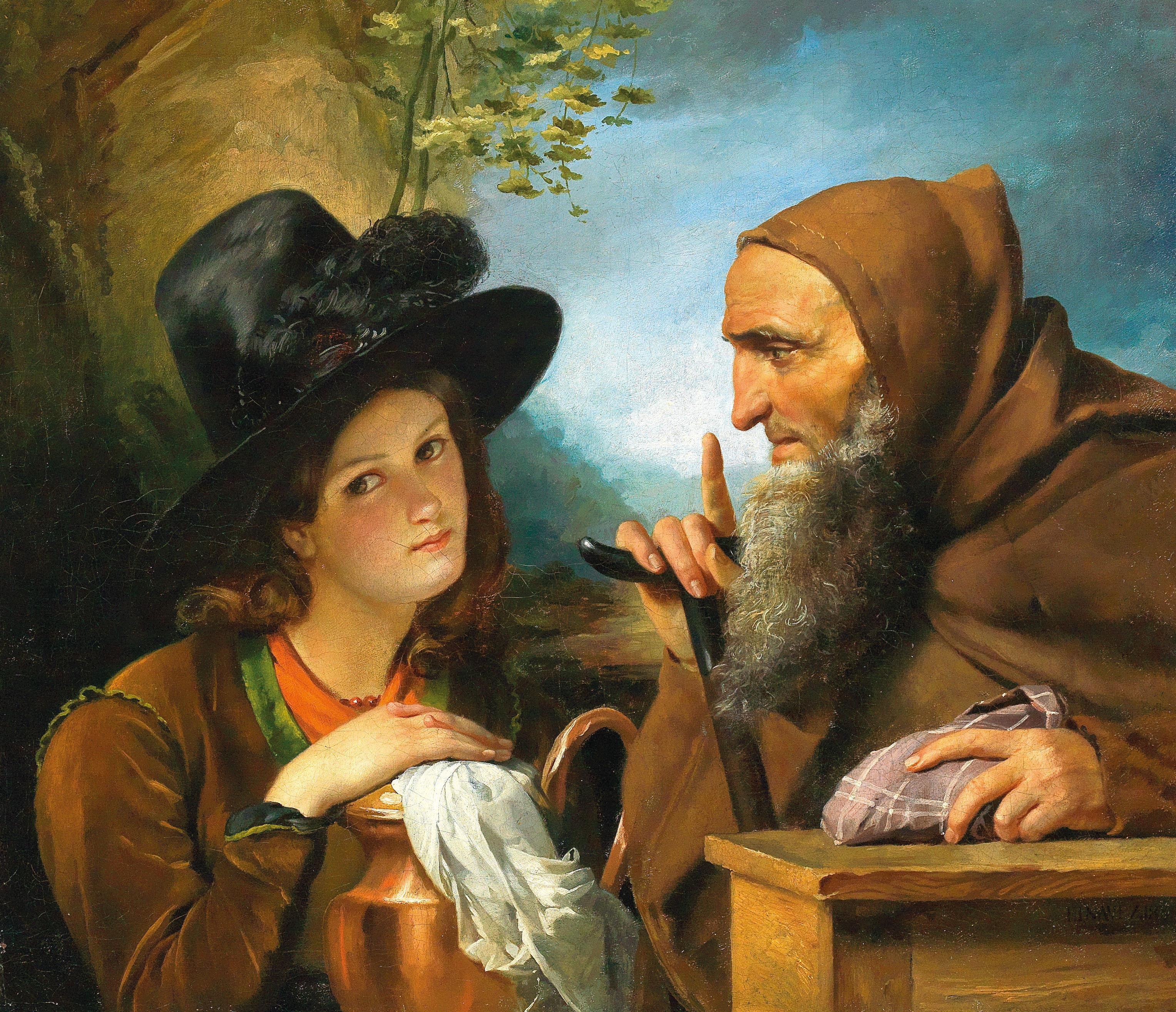
Họa phẩm của François-Joseph Navez về một vị ẩn sĩ dạy bảo đứa cháu gái

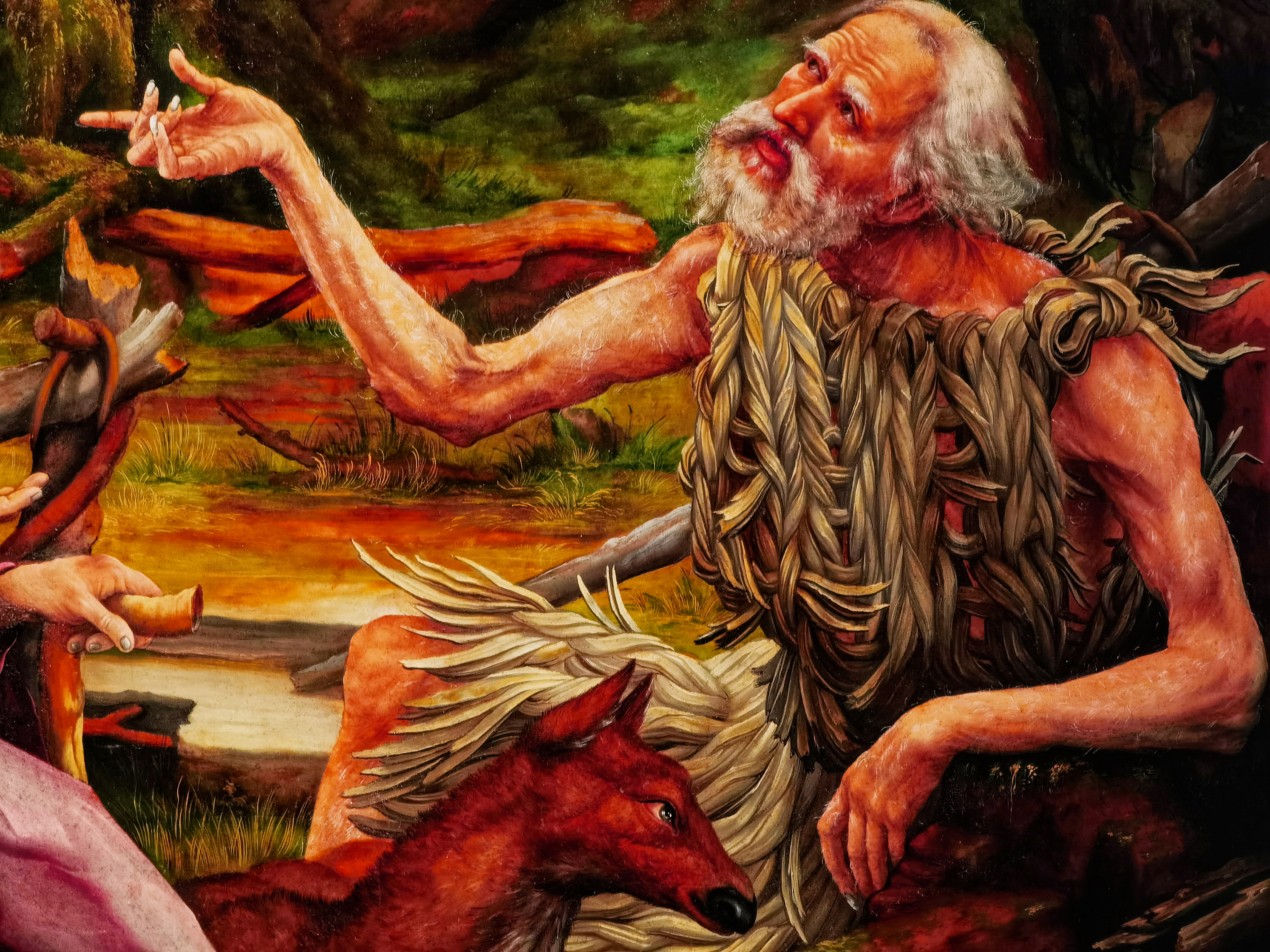
Một lão ẩn sĩ trong rừng sâu

Ẩn sĩ hay ẩn giả là thuật ngữ chỉ chung về những người sống ẩn dật, tách rời khỏi thế sự nhân gian và thường sống ở những vùng hoang vắng, hẻo lánh, trong rừng sâu hay sa mạc hoặc hang đá, núi cao, thâm sơn, cùng cốc, hẻo lánh, hoang vu, và ở một mức độ nào đó, những ẩn sĩ này tách biệt khỏi xã hội, thoát khỏi sự đời, thất thái nhân gian, tự giam mình trong những ẩn thất. Những vị ẩn sĩ có thể là người theo một tôn giáo hoặc không theo một loại tôn giáo nào. Ở châu Âu, một số điền trang của các lãnh chúa còn nuôi những ẩn sĩ trang trí như là một thú vui thời thượng.

## Mô tả
Thông thường, cả trong văn học tôn giáo và thế tục, thuật ngữ "ẩn sĩ" được sử dụng một cách mơ hồ để chỉ cho bất cứ ai sống một lối sống đơn độc, bao gồm cả kẻ yếm thế. Trong thời hiện đại, thuật ngữ "ẩn sĩ" đôi khi được sử dụng cho bất cứ ai sống một cuộc sống ngoài phần còn lại của xã hội, không tham gia vào các sự kiện xã hội, là những người độc thân. Trong Kitô giáo, thuật ngữ này ban đầu được áp dụng cho một Kitô hữu sống cuộc sống ẩn dật vì niềm tin tôn giáo, cụ thể là Desert Theology của Cựu Ước (tức là 40 năm lang thang trong sa mạc nhằm mục đích mang lại sự thay đổi trong lòng). Các tôn giáo khác, bao gồm Phật giáo, Ấn Độ giáo, Hồi giáo và Đạo giáo, có những ví dụ về ẩn sĩ dưới hình thức những tín đồ sống một lối sống khổ tu theo đời sống khổ hạnh, đời sống thánh hiến.

## Hình ảnh

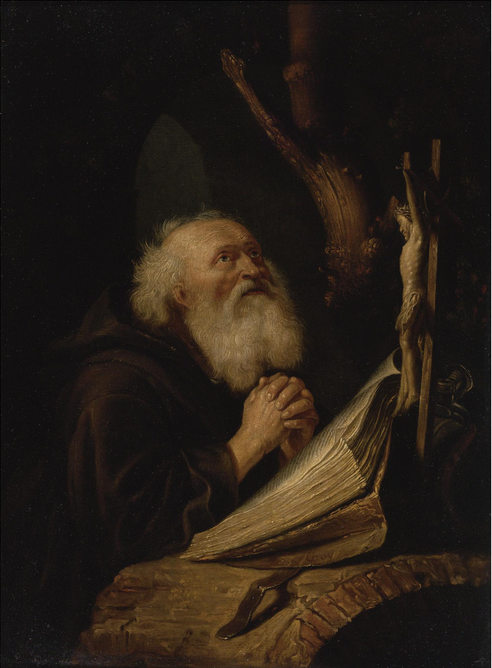
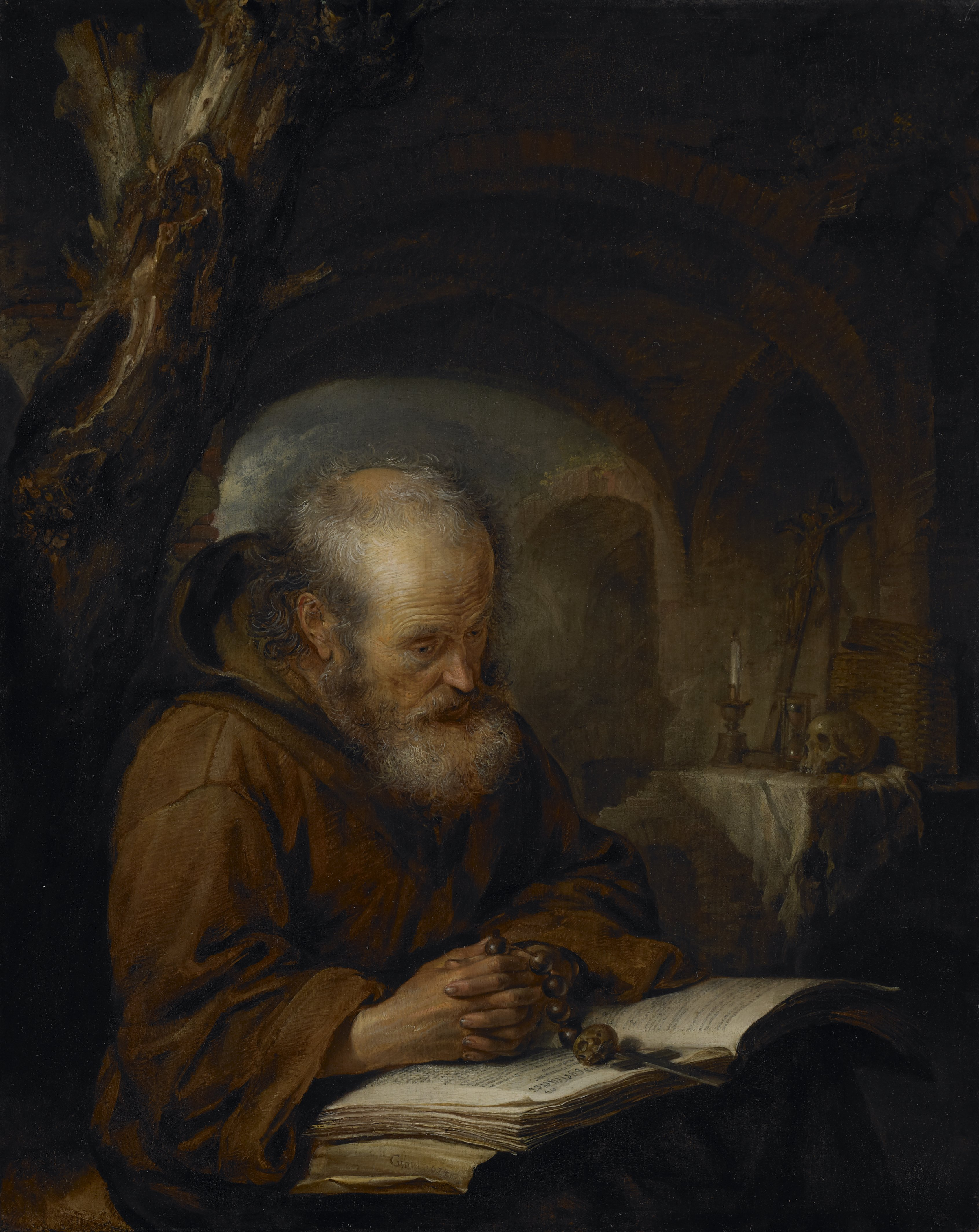
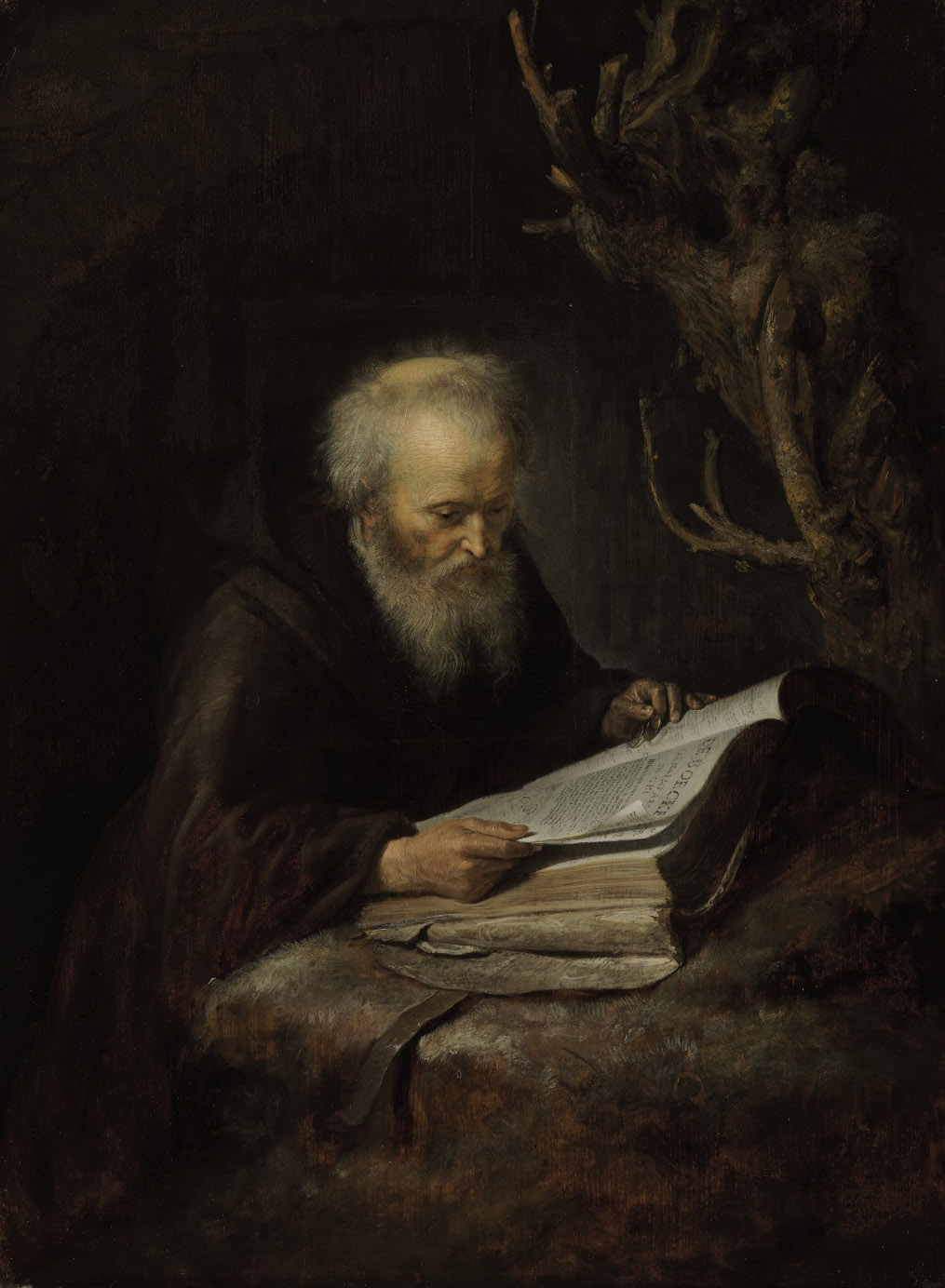
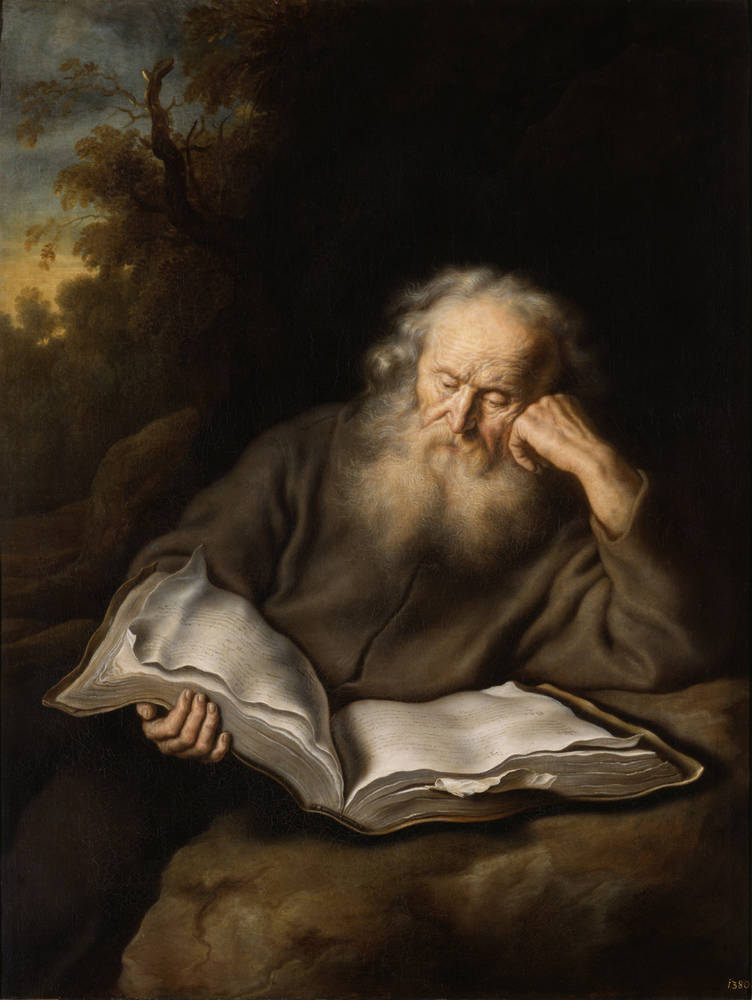
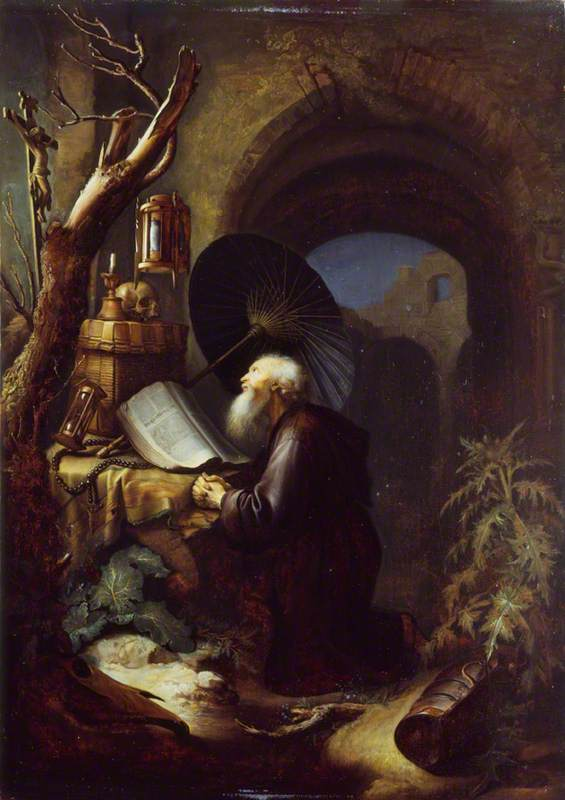
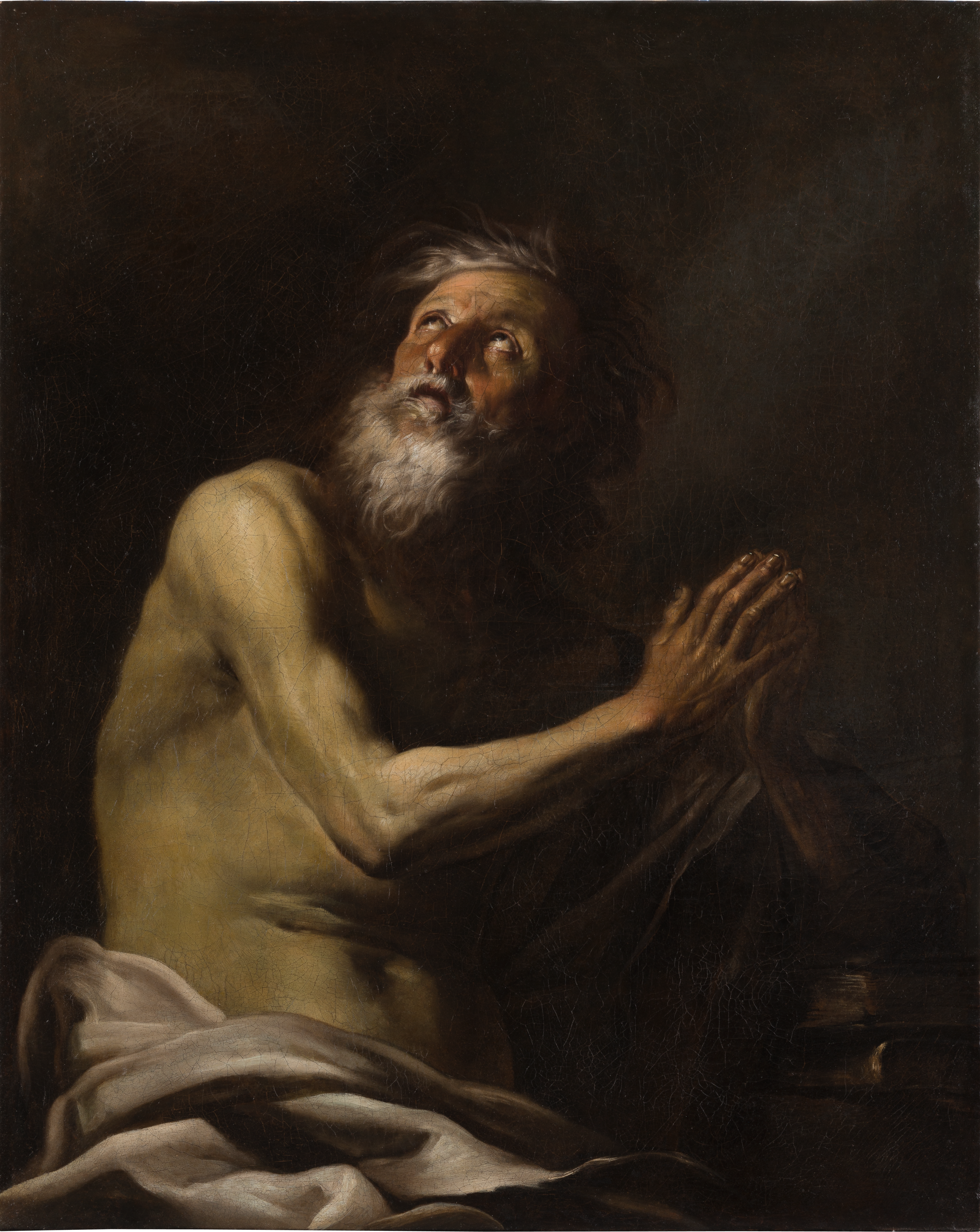